# خان الدفتر دار
خان الدفتر دار أحد خانات بغداد التراثية القديمة، وهو عبارة عن خانان الكبير والصغير معروفان باسم خان الدفتر دار في سوق (سرير جلير) المحدد من جهة بخان ومقهى مناحين ولد سلمان دانيال التاجر المعروف ومن جهة بنهر دجلة؛ وفيه يخزن الصوف والقطن ويقع في شارع النهر، وقد نقض هذا الخان وأقيمت على أرضه عماره حديثة عالية عرفت بعمارة دفتر دار وموقعه في شارع المستنصر غربي المحكمة الشرعية.